# Аимбетов, Каллы
Каллы (Калли) Аимбетов (каракалп. Qalli Ayimbetov / Қаллы Айымбетов, узб. Qalli Ayimbetov / Қалли Айимбетов; 20 марта 1908, Сырдарьинская область — 9 апреля 1973, Нукус, Каракалпакская АССР) — каракалпакский советский литературовед, фольклорист, писатель

 и переводчик, деятель народного образования и науки Каракалпакскской АССР (ККАССР). Народный комиссар образования ККАССР и депутат первого созыва Верховного совета ККАССР (1938).
Доктор филологических наук, профессор. Заслуженный деятель искусств ККАССР (1957), заслуженный деятель науки ККАССР (1958 или 1968).

## Биография
Родился 20 марта 1908 года на территории современного Чимбайского района Республики Каракалпакстан в составе Узбекистана (в то время — Сырдарьинская область Туркестанского генерал-губернаторства Российской империи. Мальчик рано лишился родителей
В 1924—1929 годах работал сотрудником областного отдела народного образования и в 1927 году — одновременно воспитателем в детском доме. В 1929 году завершил учёбу Турткульском педагогическом техникуме, после чего продолжил образование в Алма-Атинском педагогическом институте (ныне Казахский национальный педагогический университет имени Абая), окончив его в 1933 году. В 1933—1935 годах являлся старшим научным сотрудником института.
В 1929 году вступил во Всесоюзную коммунистическую партию (большевиков). В 1934 году становится членом основанного в это время Союза писателей СССР.
В 1935—1936 годах заведовал редакцией учебников на каракалпакском языке, выпускаемых издательством «Учпедгиз». С 1936 по 1938 год являлся аспирантом НИИ национальностей Союза ССР при Всесоюзном ЦИК. В 1938 году возглавлял народный комиссариат образования Каракалпакской АССР. В этом же году избран депутатом первого созыва Верховного Совета ККАССР. В 1938—1940 годах был директором Института языка и литературы (впоследствии — Институт языка и литературы Академии наук Узбекской ССР). В 1940—1941 годах преподавал в Каракалпакском обкоме ВКП(б).
С началом Великой Отечественной войны Каллы Аимбетов оказался на фронте, где занимался политической работой.
Возвратился из армии в 1947 году, в 1947—1948 годах являлся заместителем директора того же института. В 1948—1950 годах был начальником управления искусств. В 1950—1951 годах — заведующий кафедрой в педагогическом институте. В 1951—1953 годах — вновь в Институте языка и литературы, на должности начальника отдела, в 1953—1955 годах снова на должности заведующего кафедрой педагогического института.
В 1956 году Каллы Аимбетов защитил кандидатскую диссертацию на тему «Очерки истории каракалпакской драматургии». В этом же году (по другим данным, в 1955 году) стал старшим научным сотрудником Института языка и литературы, пробыв в научном звании до защиты докторской диссертации, одновременно с того же года работал заведующим кафедрой каракалпакской литературы Каракалпакского государственного педагогического института (ныне — Нукусский государственный педагогический институт им. Ажинияза). В 1965 году защитил диссертацию на соискание учёной степени доктора филологических наук по теме «Каракалпакские народные сказители». В 1968 году ему было присвоено учёное звание профессора.
Скончался 9 апреля 1973 года в Нукусе.

## Научно-образовательная деятельность
Каллы Аимбетов известен изучением каракалпакской литературы, сбором и популяризацией каракалпакского фольклора. Учёного называли «живым каракалпакским фольклором».
В 1926-1939 годах Аимбетов участвовал во многих научных экспедициях под руководством Н. А. Баскакова (1926), А. Л. Мелкова (1929), А. А. Соколова (1933), С. Г. Малова (1939) в Каракалпакской АССР, собрав множество ценных материалов о этнографии и литературе каракалпакского народа. В частности, он был сотрудником «Каракалпакской этнографической экспедиции» и участвовал в создании музейной выставки в Турткуле, составленной по собранным в ней материалам. Впоследствии стал директором Каракалпакского государственного краеведческого музея.
В 1937 году подготовил издания каракалпакских эпосов «Едиге» и «Алпамыс».
В 1920—1940-е годы учёный создал несколько пособий и сборников по каракалпакскому языку, литературе и фольклору. В 1929 году он написал одно из первых каракалпакских учебный пособий — «Учебник для взрослых». В 1934 году составил хрестоматию по литературе в двух частях.
В послевоенный период Каллы Аимбетов выступил составителем издания «Каракалпакские пословицы и поговорки» (1956), автором монографий «Очерки истории каракалпакской советской драматургии» (1963), «Народная мудрость» (1968), «Каракалпакский фольклор» (1977), обладающих значительной фактологической ценностью. Оставил сборник воспоминаний «Отблески минувших дней» (1972).
Общее количество научных публикаций Каллы Аибетова, включая статьи и рецензии, превышает 250.

## Художественная литература
Каллы Аимбетов известен также как переводчик произведений русской и мировой драматургии на каракалпакский язык. На основе его переводов в Каракалпакии состоялись постановки пьес «Бедность не порок» А. Н. Островского (1936), «Проделки Скапена» Мольера (1939), «Русский вопрос» К. М. Симонова (1947), «Московский характер» А. В. Софронова (1948). По мотивам романа Р. Тагора «Крушение» он сам написал пьесу «Дочь Ганга».
В 1960 году Каллы Аимбетов опубликовал сборник рассказов-анекдотов «Разные разности», выставляющих на осмеяние жадность, вымогательство, пагубные обычаи, пьянство, склочничество.

## Награды и почётные звания
- Орден «Знак Почёта» (1949)[3]
- Заслуженный деятель искусств Каракалпакской АССР (1957)[1][3]
- Заслуженный деятель науки Каракалпакской АССР (по данным С. Ахметова и К. Худайбергенова — 1958[3], по данным «Национальной энциклопедии Узбекистана» — 1968[1])
- Почётные грамоты Президиума Верховного Совета Узбекской ССР и Президиума Верховного Совета Караклпакской АССР[3].

## Память
Имя Каллы Аимбетова было присвоено Нукусскому культурно-просветительскому техникуму. В честь Каллы Аимбетова названа улица в родном городе Чимбай и в столице Каракалпакии — Нукусе.
По инициативе сына учёного — Н. К. Аимбетова, который является Председателем Каракалпакского отделения Академии наук Узбекистана и сенатором узбекистанского парламента, — на уровне Республики Каракалпакстан в 2008 году было организовано празднование 100-летнего юбилея Каллы Аимбетова, в рамках которого был отснят документальный фильм, состоялся театрализованный концерт. Тогда же были изданы две публикации об учёном на каракалпакском языке.

## Семья
Сын Клим Каллиевич Аимбетов — писатель, автор многих музыкальных книг. Сегодня эти книги изучают в музыкальных колледжах и в начальных классах по направлению уроки пения.
Сын Максет Каллиевич Аимбетов — доктор филологических наук, профессор педагогического института имени Ажиняза.
Сын Нагмет Каллиевич Аимбетов — доктор экономических наук, профессор, Председатель Каракалпакского отделения Академии наук Республики Узбекистан, Сенатор Олий Мажлиса Республики Узбекистан.
Сын Иззет Каллиевич Аимбетов — доктор технических наук. Заведующий лабораторией геологии Каракалпакского НИИ естественных наук Каракалпакского отделения Академии наук Республики Узбекистан.

## Книги
Аимбетов К. Народная мудрость; Не забытое из прожитого; Разные разности (к.-калп.). — Нукус: Каракалпакстан, 1988. — 490,[1] с.: ил. — ISBN 5-8272-0029-8.